# قزل-بل
قزل-بل (به لاتین: Kyzyl-Bel) یک روستا در قرقیزستان است که در استان بادکند واقع شده‌است. قزل-بل ۷٬۴۸۱ نفر جمعیت دارد.